# La morte e la donna
La morte e la donna (in tedesco Der Tod und die Frau), o La giovinezza sorpresa dalla morte, è un'opera del pittore tedesco Hans Baldung, del 1517 circa. È conservata al museo d'arte di Basilea, in Svizzera, dove è esposta anche un'altra tavola dell'artista su questo tema, intitolata La morte e la fanciulla.

## Descrizione
Il corpo nudo dalla pelle pallida e liscia di una donna voluttuosa contrasta con quello della Morte che Baldung non ritrasse come il classico scheletro, ma come un cadavere in decomposizione, dalla pelle scurita e flaccida.
Dinnanzi a uno sfondo scuro, la donna è in piedi sopra la lapide di un cimitero e cerca di togliersi il sudario che le avvolge già le gambe, mentre riceve, inorridita, il "bacio" della Morte. Girando la testa, la donna rivolge il suo sguardo lagrimoso verso il suo assalitore, che le sta mordendo una guancia. L'opera appartiene al tema preferito di Baldung, la Vanitas, ossia l'allegoria della fugacità della vita e del piacere, derivata dalla danza della morte, che il maestro tedesco caricò di erotismo.
Un disegno di quest'opera in penna e biacca, probabilmente una copia della bottega baldunghiana, si trova nel gabinetto dei disegni e delle stampe della galleria degli Uffizi di Firenze.